# Богислав Фрідріх Емануель Тауенцін фон Віттенберг
Граф Богислав Фрідріх Емануель Тауенцін фон Віттенберг (нім. Bogislav Friedrich Emanuel Graf Tauentzien von Wittenberg; 15 вересня 1760 — 20 лютого 1824) — прусський воєначальник, генерал піхоти.

## Біографія
Син генерала піхоти і губернатора Бреслау Фрідріха Богислава фон Тауенціна. Освіту здобув у Військовій академії в Берліні. Службу розпочав 1 вересня 1775 року штандарт-юнкером Гендського полку, незабаром переведений в 35-й піхотний полк принца Генріха.
Під час війни за баварську спадщину  був ад'ютантом принца Генріха. Відзначився під час Війни першої коаліції з Францією  в 1792-94 роках. 16 лютого 1793 року призначений флігель-ад'ютантом короля Фрідріха Вільгельма II, був військовим представником при командуванні австрійської армії в Нідерландах. 18 січня 1794 року призначений міністром при генерал-губернаторові Нідерландів. В 1794-96 роках був посланцем в Росії.
Після початку Війна четвертої коаліції в 1806 році отримав в командування 6000 чоловік (8 батальйонів і 9 ескадронів) ударного корпусу, який був висунутий вперед князем Гогенлое, але 9 жовтня французькі війська маршала Жана-Батіста Бернадота змусили його відійти. Під час битви під Єною Тауенцін командував дивізією в авангарді Гогенлое і разом з ним капітулював 28 жовтня в Пренцлау.
В 1808 році призначений командиром бранденбурзької бригади в Берліні. З серпня 1811 року — губернатор Померанії. У початку 1813 року мобілізував війська в Померанії і 5 березня призначений військовим губернатором земель між Одером і Віслою (за винятком Сілезії) і під час військового протистояння до 4 червня командував блокадним корпусом Штеттіна. З 18 липня 1813 року — командир 4-го армійського корпусу, який увійшов до складу військ, що знаходилися під керівництвом шведського принца Карла Юхана. 20 серпня його частини вступили в Берлін.
Успішно діяв в боях при Грос-Берені і при Денневіці, де протистояв 4-му французькому корпусу і домігся перемоги. Коли Північна армія перейшла Ельбу, корпус Тауенціна після бою при Роцлау 5 жовтня перейшов в Сілезьку армію. Блокував Віттенберг, але 2 французьких корпуси змусили його відійти до Потсдаму. Після Битви народів керував облогою Торгау і Віттенберга, потім блокадою Магдебурга. Торгау капітулював 26 грудня 1813 року, Віттенберг був узятий штурмом 13 січня 1814 року. Тоді ж отримав дозвіл додати до свого прізвища «фон Віттенберг». 24 травня 1814 року взяв Магдебург.
З 7 серпня 1814 року — головнокомандувач в Бранденбурзькій марці і Померанії. На початку 1815 року командував 6-м армійським корпусом, який залишався на Ельбі як армійський резерв. Після повернення Наполеона вступив на територію Франції. Його корпус виконував окупаційні функції в Бретані. Після Паризького миру Тауенцін знову зайняв пост головнокомандувача в Померанії і Бранденбурзі зі штаб-квартирою в Берліні. З 3 квітня 1820 року — одночасно командир 3-го армійського корпусу.

## Нагороди
- Pour le Mérite (13 грудня 1792)
- Орден Святої Анни 1-го ступеня (Російська імперія, 5 березня 1797)
- Орден Червоного орла (1806)
  - великий хрест
- Орден Святого Олександра Невського (Російська імперія, 20 січня 1809)
- Орден Чорного орла (15 вересня 1813)
- Залізний хрест 2-го і 1-го класу
- Великий хрест Залізного хреста (26 січня 1814)
- Орден Святого Георгія (Російська імперія)
  - 3-го ступеня (25 серпня 1813)
  - 2-го ступеня (21 лютого 1814) — «За взяття фортець Вітенберг і Магдебург.»
- Орден Меча, великий хрест (Швеція, 19 вересня 1813)
- Орден Святого Володимира 2-го ступеня (Російська імперія)
- Військовий орден Марії Терезії, командорський хрест (Австрійська імперія)
- Орден Святого Йоанна (Бранденбург), почесний лицар
- Королівський гвельфський орден, великий хрест (Британська імперія)
- Орден Білого Сокола, великий хрест (Велике герцогство Саксен-Веймар-Айзенаське)
- Орден Військових заслуг, великий хрест (Франція)

## Вшанування пам'яті
Ім'я генерала Тауенціна носить вулиця в західній частині Берліна біля площі Віттенберг, названої на честь битви при Віттенберзі 13 січня 1814 року.